# Route nationale 1 (Italie)
Pour les articles homonymes, voir Route nationale 1.
La route nationale 1 (SS 1, Strada statale 1 ou Via Aurelia) est l'une des plus importantes routes nationales d'Italie, elle remonte la côte ouest de l'Italie, de Rome à Vintimille (frontière avec la France) sur une longueur de 697,330 km.
Cette route fait partie de la route européenne 80.

## Tracé

### De la frontière à Gênes
- Frontière avec la France
- Passage sous la ligne de Vintimille à Gênes
- Balzi Rossi (557 m.)
- - (139 m.)
- Mortola (453 m.)
- Poggio (836 m.)
- Passage sur la ligne de Vintimille à Gênes
- Pont sur la Roya
- vers , Colle di Tenda
- Vintimille
- Passage sur la ligne de Vintimille à Gênes
- vers Camporosso, Pigna
- Pont sur la Nervia
- Vallecrosia
- vers Perinaldo
- Bordighera
- Punta Migliarese
- Ospedaletti
- San Remo
- Bussana
- Castelletti (142 m.)
- SP 548 vers Badalucco, Montalto Ligure, Triora
- Pont sur la Fora di Taggia
- vers Castellaro
- Riva Ligure
- vers Pompeiana
- Santo Stefano al Mare
- vers Cipressa
- San Lorenzo al Mare
- vers Torre Paponi, Pietrabruna
- vers Civezza
- Passage sur la ligne de Gênes à Vintimille
- Passage sur la ligne de Gênes à Vintimille
- Port-Maurice
- Passage sur la ligne de Gênes à Vintimille
- Pont sur le Torrente Impero
- Imperia
- Diano Marina
- San Bartolomeo al Mare
- vers
- Passage sous la ligne de Gênes à Vintimille
- vers Testico
- Passage sur la ligne de Gênes à Vintimille
- Laigueglia
- Alassio
- San Martino (511 m.)
- Échangeur avec  vers Albenga, Cesio
- Pont sur le Fiume Centa
- SP 582 vers Garessio
- vers Campochiesa
- vers Salea
- Ceriale
- Borghetto Santo Spirito
- vers Toirano, Bardineto
- vers Boissano
- Loano
- Pietra Ligure
- Passage sur la ligne de Gênes à Vintimille
- vers Giustenice
- Caprazoppa (145 m.)
- SP 490 vers Calizzano
- vers Feglino
- Finale Ligure
- Castelletto (60 m.)
- Capo San Donato (99 m.)
- Varigotti (116 m.)
- Malpasso (204 m.)
- Capo Noli (116 m.)
- Noli
- vers Voze
- artif. le di Noli
- Spotorno
- Vado Ligure
- Pont sur le Torrente Trexenda
- Savone
- vers Cairo Montenotte
- Pont sur le Torrente Letimbro
- Pont sur le Torrente Sansobbia
- vers San Giovanni, Sassello
- Capotorre (290 m.)
- Celle Ligure
- Varazze
- SP 542 vers Pero
- Pont sur le Rio Arenon
- Pont sur le Torrente Arestra
- Cogoleto
- Pont sur le Torrente Lerone
- Arenzano
- Pizzo (125 m.)
- Fabiani (195 m.)
- SP 456 vers Masone
- sous la ligne de Gênes à Vintimille
- Pont sur la rivière Ligure di Ponente
- vers Plaisance
- Gênes

## Sections en voie rapide

### De Pont-Saint-Ludovic à Latte
- Balzi Rossi (557 m.)
- - (139 m.)
- Mortola (453 m.)

### SS1 bis de San Remo à Taggia
- 2x1 voies non séparées
- San Giacomo (1564 m.)
- – villes desservies : San Remo, San Lazzaro
- Villetta (1150 m.)
- Passage de la route à 2x2 voies séparées
- San Martino (100 m.)
- SS 1 (Via Aurelia) – villes desservies : San Remo, San Martino
- Ratella (330 m.)
- Poggio (1800 m.)
- SS 1 (Via Aurelia)
- Valle Armea (324 m.)
- Bussana (1650 m.)
- – villes desservies : San Remo, Arma di Taggia,  (Gênes, Vintimille)
- Levà (300 m.)

### SS1 bis d'Alassio à Albenga
- Barbona (105 m.)
- Alassio 2 (227 m.)
- Alassio 1 (2530 m.)
- Caso (180 m.)
- SP 6 – villes desservies : Casanova Lerrone, Villanova d'Albenga, Garlenda
- Villanova (184 m.)
- Lerrone 1 (432 m.)
- Arroscia (270 m.)
- SP 453 – villes desservies : Pieve di Teco, Albenga, Villanova d'Albenga, Ortovero
- (100 m.)
- Bastia 1 (342 m.)
- Bastia 2 (516 m.)
- Neva (107 m.)

### Déviation d'Albenga
- San Martino (511 m.)
- SP 6 – villes desservies : Albenga, Villanova d'Albenga, Garlenda
- Fiume Centa (395 m.)
- SP 582 – villes desservies : Turin, Garessio, Castelbianco, Ortovero,  (Gênes, Vintimille)

### Déviation de Savone
- San Nicolo (1438 m.)
- San Genesion (486 m.)
- Segno (600 m.)
- Carrefour giratoire desservant Vado Ligure
- – villes desservies : Valleggia, Quiliano
- vers Turin, Savone, Gênes, Vintimille

### Pénétrante est de Gênes
- , Erzelli, aéroport Christophe-Colomb
- – villes desservies : Cornigliano
- SP 55 dei Giovi – villes desservies : Valpolcevera, Sampierdarena, Fiumara

### Voie rapide traversant Gênes (ditesopraelevata)
- Multiples sorties desservant le centre-ville de Gênes

### Contournement de La Spezia
- Marinasco (2433 m.)
- Marinasco (60m.)
- – villes desservies : La Spezia ; comprend un tunnel ( Marinasco Svincolo, 230 m.) et un pont ( Marinasco Svincolo, 80 m.)
- Borzonasca (225 m.)
- – villes desservies : Portovenere, Riomaggiore, La Spezia-Foce
- Sarbia (890 m.)
- – villes desservies : La Spezia-centre ; comprend un tunnel ( Castelletti svincolo, 120 m.)
- Castelletti (980 m.)

### De Viareggio à Vecchiano
- Carrefour giratoire desservant Viareggio
- – villes desservies : Camaiore
- vers Gênes, Livourne, Florence, Lucques
- Viareggio-sud – villes desservies : Viareggio
- Cotone – villes desservies : Bicchio
- Marina di Torre del Lago
- Carrefour giratoire desservant Torre del Lago

### De Pise à Livourne
- vers Gênes, Florence, Rossignano Marittimo
- Stagno (1474 m.)
- – villes desservies : Stagno, Florence, Pise, Livourne, Grosseto ;  vers Collesalvetti
- Livorno – villes desservies : Livourne-port, Collesalvetti
- Livorno centro – villes desservies : Livourne
- Livorno Porta A Terra – villes desservies : Porta A Terra
- Livorno Sud – villes desservies : Livourne-sud
- San Martino (300 m.)
- Montenero – villes desservies : Montenero
- Montenero (2200 m.)
- – villes desservies : Antignano

### De Chioma à Ansedonia
- – villes desservies : Quercianella, Castiglioncello, Nibbiaia
- Castiglioncello – villes desservies : Castiglioncello
- Arancio (400 m.)
- Rosignano Solvay – villes desservies : Rosignano Solvay
- Rosignano Marittimo – villes desservies : Rosignano Marittimo
- vers Gênes, Livourne, Florence
- – villes desservies : Grosseto, Cecina, Pise, Vada
- Cecina Nord – villes desservies : Cecina, San Pietro in Palazzi
- Cecina Centro – villes desservies : Cecina
- – villes desservies : La California, Cecina
- Donoratico – villes desservies : Donoratico
- – villes desservies : San Vincenzo
- Delle Rose (250 m.)
- San Carlo (750 m.)
- San Vincenzo Sud – villes desservies : San Vincenzo
- – villes desservies : Venturina Terme, Piombino, Ile d'Elbe, Sardaigne
- Vignale-Riotorto – villes desservies : Riotorto
- Follonica Nord – villes desservies : Follonica-nord
- Cacciagrande (106 m.)
- Val dell'Olmo (231 m.)
- Val Querceta (70 m.)
- Val Querceta (165 m.)
- Poggio Fornello (522 m.)
- Valle della Petraia (198 m.)
- Poggio Bastione (580 m.)
- Val dell'Ala (132 m.)
- Il Martellino (132 m.)
- Il Martellino (116 m.)
- Follonica Est – villes desservies : Follonica-est
- Scarlino – villes desservies : Scarlino Scalo, Scarlino
- Gavorrano – villes desservies : Bagno di Gavorrano, Gavorrano
- Gavorrano Scalo – villes desservies : Potassa
- Giuncarico – villes desservies : Giuncarico
- Braccagni – villes desservies : Braccagni
- Montepescali – villes desservies : Montepescali, Braccagni
- Grosseto Nord – villes desservies : Grosseto
- Grosseto Centro – villes desservies : Grosseto, Roselle, Sienne
- Grosseto Centro Est – villes desservies : Grosseto
- Ombrone (3628 m.)
- Grosseto Sud – villes desservies : Grosseto
- Rispescia-Alberese – villes desservies : Rispescia, Alberese
- Alberese – villes desservies : Alberese
- Collecchio – villes desservies : Collecchio
- Fonteblanda – villes desservies : Fonteblanda, Talamone
- Albegna (356 m.)
- Albinia-Giannella – villes desservies : Albinia, Giannella, Pitigliano, Porto Santo Stefano, Manciano
- – villes desservies : Patanella
- Succession de plusieurs carrefours à niveaux
- Orbetello – villes desservies : Orbetello, Porto Ercole
- – villes desservies : Torrevecchia
- Ansedonia – villes desservies : Ansedonia
- Ansedonia Sud – villes desservies : Ansedonia

### De Capalbio à Tarquinia
- – villes desservies : Chiarone Scalo, Pescia Fiorentina
- – villes desservies : Pescia Romana
- – villes desservies : San Agostino
- – villes desservies : Centrale thermo-électrique Alessandro Volta
- – villes desservies : Ischia di Castro, Manciano
- Montalto di Castro – villes desservies : Montalto di Castro, Canino, Tuscania, Viterbe
- – villes desservies : Tarquinia
- – villes desservies : Selvaccia, Gramiccia
- Péage ouvert de Tarquinia ; entrée sur une section classée comme autoroute
- – villes desservies : Tarquinia
- – villes desservies : Monte Romano
- Mignone (130 m.)
- – villes desservies : Rome, Civitavecchia-nord ; La SS1 quitte la voirie autoroutière

### Pénétrante de Civitavecchia
- Via Aurelia vers la  historique (surnommée Via Aurelia)
- Cave di Gesso (400 m.)
- Colle dei Guardiani (770 m.)
- – villes desservies : port de Civitavecchia
- Fosso del Prete (210 m.)
- Poggio Elevato (210 m.)
- Civitavecchia (350 m.)

### De Fiumicino à Rome
- – villes desservies : Fregene
- Rome, Civitavecchia
- – villes desservies : Aranova
- – villes desservies : Fregene, Maccarese, Cesano, Testa di Lepre
- – villes desservies : Castel di Guido (3 échangeurs successifs)
- – villes desservies : La Storta, Malagrotta
- – villes desservies : Massimina
- – villes desservies : Casal Lumbroso  (2 échangeurs successifs)
- – villes desservies : Pontina, Cassia,  vers Florence et Naples,  vers L'Aquila,  vers l'aéroport de Fiumicino.
- – villes desservies : Municipio XIII (3 échangeurs successifs)